# A dolog a küszöbön
A dolog a küszöbön H.P. Lovecraft egyik horror novellája. 1933 augusztusában írta, de csak 1937 januárjában jelent meg a Weird Tales magazinban.

## Ihlet
Két novella szolgált ihletül "A dolog a küszöbön" megírásához. Az első Barry Pain Lélekcsere (An exchange of souls, 1911) volt, melyben egy tudós találmánya lehetővé teszi számára, hogy kicserélje személyiségét feleségével. A másik H. B. Drake-től a "The Remedy" (1925), melyben az egyik szereplő kinek eszmélet-kicserélési hatalma van, visszajön a holtak közül úgy, hogy átveszi sérült barátja testét.

## Cselekmény
A történet hét fejezetre van osztva.

### I.
Daniel Upton, a novella narrátora, elkezdi kijelentésével, hogy megölte legjobb barátját, Edward Derbyt, és reméli hogy-e beszámolója bizonyítani fogja, hogy ő nem gyilkos. Majd elmeséli Derby életét és hivatását.

### II.
Leírja Asenath Waite-et, valamint hogyan esküdött meg Derbyvel.

### III.
Több évre rá, a környékbeliek furcsaságokat vesznek észre Derby képességeivel, mint pl. hogy régebben nem tudott kocsit hajtani, most meg látják, hogy igen. Uptonnak beszélget, különleges történeteket mond Asenathról, és elmondja, hogy szerinte Asenath apja, az elhunyt Ephraim Waite, szerinte nem is halott.

### IV.
Uptont hivatják, hogy menjen Derbyért, akit Maine-ben találtak ahogyan össze-vissza beszél. Az úton visszafelé, Derby kijelenti, hogy Asenath fölhasználja testét, és arra utal, hogy Ephraim van valójában Asenath testében. Mielőtt befejezné mondását, kis roham fogja el, miután teljesen megváltozik személyisége. Ezek után megkéri Uptont, hogy felejtsen el, amit eddig mondott, mert csak össze volt zavarodva.

### V.
Néhány hónapra rá Derby megjelenik Upton ajtaja előtt, és kijelenti, hogy sikerült megszabadulnia Asenath-tól, s hogy többé nem fogja használni testét.

### VI.
Uptont meglátogatja Derby, aki félrebeszél volt feleségéről és apósáról. Derbyt elviszik az arkhami szanatóriumba. Később a szanatórium személyzete fölhívja Uptont, mondván hogy Derby „hirtelen észhez tért”. Látogatása után Upton meg van győződve, hogy az a személy nem Derby.

### VII.
Upton felébred álmából és kopogást hal az ajtaján. A kopogás Derby „három-és-kettő” jelszavára hasonlít, ezért gondolja, hogy Derby van az ajtónál, de amikor kinyitja az ajtót, csak egy „törpe, púpos” hírnököt lát, aki Derbytől hoz levelet. A levél elmagyarázza, hogy Derby valójában megölte Asenathot és eltemette testét a pincében. Ennek ellenére Asenathnak sikerült átvennie testét mig a szanatóriumban tartózkodott. A levélben könyörög Uptonnak, hogy ölje meg a szanatóriumban tartózkodó Derbyt, mivel őt véglegesen átvette Asenath-Ephraim lelke. Upton ezt meg is teszi, ezzel remélhetőleg elűzve Asenath-Ephraim lelkét, viszont bevallja, hogy attól fél, hogy az ő lelkét is ki fogják cserélni.

## Külső hivatkozások
- A dolog a küszöbön szövege